# Smaragdhasú pamacslábú-kolibri
A smaragdhasú pamacslábú-kolibri (Eriocnemis aline) a madarak (Aves) osztályának sarlósfecske-alakúak (Apodiformes) rendjébe és a kolibrifélék (Trochilidae) családjába tartozó faj.
Magyar neve, forrással nincs megerősítve.

## Rendszerezése
A fajt Jules Bourcier francia ornitológus írta le 1842-ben, az Ornismya nembe Ornismya Alinae néven. Korábban  Eriocnemis alinae néven is szerepelt.

## Alfajai
- Eriocnemis aline aline (Bourcier, 1842)
- Eriocnemis aline dybowskii Taczanowski, 1882[2]

## Előfordulása
Dél-Amerikában, az Andokban, Ecuador, Kolumbia és Peru területén honos. Természetes élőhelyei a szubtrópusi vagy trópusi hegyi esőerdők.

## Megjelenése
Testhossza 9 centiméter. Nevét a lábain lévő pamacsról kapta.

## Életmódja
Főleg nektárral táplálkozik, de kisebb rovarokat is fogyaszt.

## Természetvédelmi helyzete
Az elterjedési területe nagyon nagy, egyedszáma pedig csökken, de még nem éri el a kritikus szintet. A Természetvédelmi Világszövetség Vörös listáján nem fenyegetett fajként szerepel.